# Torretarrancho
Torretarrancho es una localidad, actualmente deshabitada, antiguo  municipio de la provincia de Soria, 
partido judicial de Soria,  Comunidad Autónoma de Castilla y León, España. Pueblo de la  comarca de  Tierras Altas, pertenece a Valtajeros. Se encuentra en un estado de ruina muy avanzado.
Desde el punto de vista jerárquico de la Iglesia católica forma parte de la diócesis de Osma la cual, a su vez, pertenece a la archidiócesis de Burgos.

## Geografía
Está en el único paso sobre la divisoria de los valles de San Pedro Manrique y Fuentes de Magaña.

## Historia
Durante la Edad Media formaba parte de  la Comunidad de Villa y Tierra de Magaña, que en el censo de Floridablanca aparece repartida en cuatro partidos, pasando a pertenecer al Partido de Suellacabras, señorío del duque de Alba.
A la caída del Antiguo Régimen la localidad se constituye en municipio constitucional en la región de Castilla la Vieja, partido de Ágreda

## Medio Ambiente
En su término e incluidos en la Red Natura 2000 los siguientes lugares:
- Lugar de Interés Comunitario conocido como Oncala-Valtajeros  ocupando 1282 hectáreas, el 56 % de su término.[3]

## Patrimonio
- Ruinas del castillo de Torretarrancho.
- Huellas de dinosaurio en barranco de la Torre.